# Maślan metylu
Maślan metylu, butanian metylu, C
3H
7COOCH
3 – organiczny związek chemiczny z grupy maślanów, ester kwasu masłowego i metanolu.
W temperaturze pokojowej jest to bezbarwna ciecz o owocowym zapachu, łatwo rozpuszczalna w polarnych rozpuszczalnikach organicznych.
Maślan metylu można otrzymać w wyniku estryfikacji kwasu masłowego z metanolem:
C
3H
7COOH + CH
3OH → C
3H
7COOCH
3 + H
2O
Maślan metylowy znajduje się w wielu owocach, obecny jest również w serach, maśle, mleku, białym winie, kawie i czarnej herbacie. Stosowany jest jako środek aromatyzujący.